# Tweede Kamerverkiezingen 1998/Kandidatenlijst/Vrije Indische Partij
De kandidatenlijst voor de Tweede Kamerverkiezingen 1998 van de Vrije Indische Partij was als volgt:

## De lijst
1. Rob Koop - 3.519 stemmen
2. Inge de Frétes - 1.314
3. Pieter Koeze - 169
4. Dolf Kuipers - 234
5. Ernst van Toll - 82
6. Claudine Meijer-Blaauw - 216
7. Rita Doop-Kopetzky - 103
8. Wim de la Rambelje - 284
9. Nico Schardijn - 243
10. George Bergman - 140
11. Wil Roelofsen - 138
12. Frenk Esmeijer - 43
13. Richard Frans - 61
14. Guus Agerbeek - 125
15. Ed Blaauw - 554

PvdA · CDA · VVD · D66 · AOV/U55+ · GroenLinks · Centrumdemocraten · RPF · SGP · GPV · SP · Senioren 2000 · Natuurwetpartij · NCPN · De Groenen · Vrije Indische Partij · Idealisten/Jij · NMP · Nederland Mobiel · Katholiek Politieke Partij · Het Kiezers Collectief · NSOV
1994 · 1998 · 2002